# 京都府道26号京丹波三和線
京都府道26号京丹波三和線（きょうとふどう26ごう きょうたんばみわせん）は、京都府船井郡京丹波町下山を起点に福知山市三和町大身に至る府道（主要地方道）である。

## 概要
中間辺りで国道173号が通っているが、国道の下をトンネルで通過するので、直接には結ばれていない。
以前は京都府道26号丹波三和線という名称であった。京丹波町成立に伴い、現在の名称となった。

### 路線データ
- 起点：船井郡京丹波町下山（京都府道80号日吉京丹波線交点）
- 終点：福知山市三和町大身（国道9号交点）

## 歴史
- 1993年（平成5年）5月11日 - 建設省から、府道丹波三和線が丹波三和線として主要地方道に指定される[1]。

## 地理

### 通過する自治体
- 船井郡京丹波町
- 福知山市

### 交差する道路
- 京都府道80号日吉京丹波線（船井郡京丹波町下山、起点）
- 京都府道447号上野水原線（船井郡京丹波町質美）
- 国道173号（間接接続）
- 林道小屋谷線[要出典]
- 京都府道521号上川合猪鼻線（船井郡京丹波町猪鼻）
- 林道深山線[要出典]
- 国道9号 山陰道（福知山市三和町大身、終点）

### 沿線にある施設など
- 西日本旅客鉄道（JR西日本）山陰本線 下山駅
- 下山郵便局
- 京丹波町立下山幼稚園
- 質美笑楽講 (旧質美小学校 喫茶店などの入る施設となっている)
- 三ノ宮郵便局
- 京丹波町立三ノ宮小学校